# Festival Pianos de Kinshasa
 (juillet 2024).
La mise en forme du texte ne suit pas les recommandations de Wikipédia : il faut le « wikifier ».
Les points d'amélioration suivants sont les cas les plus fréquents :
- Les titres sont pré-formatés par le logiciel. Ils ne sont ni en capitales, ni en gras.
- Le texte ne doit pas être écrit en capitales (les noms de famille non plus), ni en gras, ni en italique, ni en « petit »…
- Le gras n'est utilisé que pour surligner le titre de l'article dans l'introduction, une seule fois.
- L'italique est rarement utilisé : mots en langue étrangère, titres d'œuvres, noms de bateaux, etc.
- Les citations ne sont pas en italique mais en corps de texte normal. Elles sont entourées par des guillemets français : « et ».
- Les listes à puces sont à éviter, des paragraphes rédigés étant largement préférés. Les tableaux sont à réserver à la présentation de données structurées (résultats, etc.).
- Les appels de note de bas de page (petits chiffres en exposant, introduits par l'outil «  Source ») sont à placer entre la fin de phrase et le point final[comme ça].
- Les liens internes (vers d'autres articles de Wikipédia) sont à choisir avec parcimonie. Créez des liens vers des articles approfondissant le sujet. Les termes génériques sans rapport avec le sujet sont à éviter, ainsi que les répétitions de liens vers un même terme.
- Les liens externes sont à placer uniquement dans une section « Liens externes », à la fin de l'article. Ces liens sont à choisir avec parcimonie suivant les règles définies. Si un lien sert de source à l'article, son insertion dans le texte est à faire par les notes de bas de page.
- La présentation des références doit suivre les conventions bibliographiques. Il est recommandé d'utiliser les modèles {{Ouvrage}}, {{Chapitre}}, {{Article}}, {{Lien web}} et/ou {{Bibliographie}}. Le mode d'édition visuel peut mettre en forme automatiquement les références.
- Insérer une infobox (cadre d'informations à droite) n'est pas obligatoire pour parachever la mise en page.

Pour une aide détaillée, merci de consulter Aide:Wikification.
Si vous pensez que ces points ont été résolus, vous pouvez retirer ce bandeau et améliorer la mise en forme d'un autre article.
 (juillet 2024).
Le Festival Pianos de Kinshasa (République Démocratique du Congo - RDC) est une rencontre musicale internationale consacrée à l’instrument du piano et aux talents pianistiques dans toutes ses formes. Fondé en 2021 par le pianiste et compositeur congolais David Shongo et organisé par le Studio 1960 asbl, le Festival est positionné aujourd’hui comme la première rencontre musicale consacrée aux pianos en Afrique subsaharienne. Il joue le rôle de vitrine et d’incubateur principal dans le développement des carrières de pianistes congolais et d’Afrique.
Le Festival a voulu aller au-delà de la représentation conventionnelle du piano comme instrument, dans ses fondements historiques et culturels. Il s’agit pour le Festival d’engager une profonde réflexion sur ce que la présence d’un instrument comme celui-ci signifie pour et dans l’espace kinois. Ainsi, le Festival ouvre le Piano classique à une migration réciproque avec d’autres instruments, congolais, et, plus largement, d’autres pays et d’autres continents : instruments à cordes frappées et à claviers tels que le Likembe et les Madimba en RDC, considérés comme d’autres formes de piano, attachées à une culture et à une sensibilité singulières.
Le Festival Pianos de Kinshasa a comme autre particularité sa programmation qui se déroule d’une part dans les terrasses (les Nganda Pianos) et d’autre part dans les lieux culturels de Kinshasa. Le concept offre ainsi la possibilité de construire de nouvelles alliances entre le piano, le public et les espaces kinois, et permet de décentraliser l’accès au piano, pour tous types de publics, dans l’idée d’un "élitisme pour tous".
Le Festival accueille des pianistes congolais et internationaux, et a présenté des artistes comme Christophe Chassol, Hannie Liang, Alexander Gurning et beaucoup d'autres.

## Thèmes du Festival
Chaque année le Festival est axé sur un thème différent, et voit les artistes invités présenter des compositions et se produire sur scène autour de la thématique choisie.

### 2021 - Improvisation
La première édition du Festival Pianos de Kinshasa était axée sur le thème de l'«Improvisation». Objectif principal était de pousser les artistes pianistes participants à explorer les zones les plus difficiles d'accès de l'espace musical, afin de faire ressortir ce qui échappait habituellement aux modes de composition et de production musicales plus conventionnels.
Directeur artistique : David Shongo

### 2022 - Les Notes Manquantes
Le thème central de cette édition était "Les Notes Manquantes". Il visait à susciter une réflexion approfondie sur l'histoire complexe des relations entre le Congo, l'Europe et l'Amérique, à travers les origines et l'évolution du genre musical du Blues.
La thématique partait de l'image de multiples "murs culturels" - des sources sonores constituant un système de réverbérations culturelles et d'historicité narrative. Le festival considérait le Blues comme l'un des échos les plus prégnants dans ce système, avec le Congo comme l'un de ces murs culturels directement liés à l'histoire du Blues, dont il était l'une des origines.
À travers cette thématique, le festival cherchait à explorer les "notes manquantes" dans l'histoire des échanges culturels et musicaux entre ces régions, offrant une plateforme pour mettre en lumière ces aspects parfois négligés ou méconnus. Le programme reflétait cette volonté, avec des performances, conférences et ateliers approfondissant les liens entre le Congo, l'Europe, l'Amérique et le Blues.
Directeur artistique : David Shongo 

### 2023 - Intervalles
La thématique "Intervalles" partait de la notion de l'échelle musicale entre deux notes. Cette notion pouvait être comprise à la fois comme la distance qui séparait deux notes, mais aussi comme la distance qui les reliait.
Le festival appréhendait la ville de Kinshasa comme le point de départ de multiples possibilités d'interprétation de ces intervalles. Kinshasa devenait ainsi une métaphore des différents rapports qui existaient entre les pratiques artistiques, les humains, la géographie et la culture.
La thématique ouvrait un débat et des voies de création musicale autour de la notion des distances, en tant que liaisons géographiques, humaines et artistiques, aux niveaux local et international. Il s'agissait de se questionner sur la manière dont, à partir de la notion d'intervalles, les artistes pouvaient devenir des acteurs de rapprochement national et international.
À travers cette thématique, le festival visait à stimuler une réflexion approfondie sur les liens, les connexions et les distances qui unissaient et séparaient les différents univers artistiques, humains et géographiques. Le programme offrait ainsi une plateforme pour explorer ces questions à travers des performances, des conférences et des ateliers.
Directeur artistique : David Shongo / Co-directeurs artistiques : Sofia Nystrand et Sergio Roberto Gratteri

### 2025 - Fréquences
L'édition 2025, intitulée «Fréquences», mettra l'accent sur le traitement de la fréquence en tant que matière et sur la génération algorithmique de la musique.
Le festival explorera la fréquence en tant que matériau musical à part entière. Les artistes seront invités à expérimenter avec les propriétés physiques et perceptuelles de la fréquence, afin de repousser les limites de la création sonore.
Un autre volet important sera dédié à l'utilisation d'algorithmes pour générer de la musique. Les participants pourront explorer les techniques de composition assistée par ordinateur, l'intelligence artificielle musicale et d'autres approches innovantes de la création numérique.
À travers cette thématique, le festival vise à stimuler une réflexion approfondie sur le rôle des technologies dans la création musicale contemporaine. Les artistes auront l'opportunité d'explorer de nouvelles possibilités expressives et de repenser les frontières entre l'humain et la machine dans le processus créatif.
Directeur artistique : David Shongo / Co-directeurs artistiques : Oscar Pizzo

## Philosophie du Festival
Le Festival vise à repenser le piano dans ses fondements historiques et culturels, dépassant ainsi une vision purement instrumentale. Il s'agit d'engager une réflexion sur la signification et la place du piano dans l'espace kinois, et plus largement, dans la culture congolaise.
Le Festival cherche à établir une migration réciproque entre le piano classique et d'autres instruments congolais comme le Likembe et les Madimba (nom d’origine Bantoue). Ceux-ci sont considérés comme d'autres formes de "piano", ancrées dans une culture et une sensibilité spécifiques. Cette approche permet d'ouvrir le piano à d'autres horizons musicaux, d'autres pays et d'autres continents. Elle vise à dépasser une vision eurocentrée du piano pour en explorer la diversité des pratiques et des significations à travers le monde.
Ainsi, le Festival s'engage dans une réflexion profonde sur ce que représente la présence d'un instrument comme le piano, dans un espace culturel donné. Il cherche à tisser des liens, à faire dialoguer des traditions instrumentales différentes, afin de renouveler notre compréhension du piano et de la musique.
L'espace devient ainsi le mot clés du Festival, qui se déroule dans des lieux divers de Kinshasa. Des concerts sont proposés dans les terrasses de Kinshasa (Nganda Pianos), dans les salles, dans des lieux culturels, mais aussi dans des lieux plus écarté de la société, tels que les prisons et les hopitaux. Le festival a ainsi vocation de se déplacer vers les gens, pour pouvoir atteindre tous dans un souci d'inclusion.

## Les Nganda Pianos (Pianos en terrasse)
Le festival a réfléchi à la manière dont, physiquement et mentalement, le piano peut prendre mouvement pour rencontrer d'autres espaces et l'audition kinoise. Les Nganda Pianos sont conçus comme un moyen d'échapper aux formats traditionnels et hiérarchisés du piano. Le concept offre la possibilité de construire de nouvelles alliances entre le piano, le public et l'espace kinois dans sa pluralité. Les Nganda Pianos (installation de pianos sur les terrasses) sont au cœur de la démarche du festival, celle de décloisonner le piano à Kinshasa. Pour ce faire, le festival demande à chaque artiste invité de jouer dans les deux types d'espaces, des espaces conventionnels (salles) et des espaces ouverts et publics appelés Nganda Pianos (pianos en terrasses). Le Festival veut poser un geste fort en amenant le piano et les pianistes hors de leurs zones de confort : l'exercice du piano en ngandas déplace non seulement le corps, mais repousse aussi les limites imaginaires de la composition du pianiste, qui est amené à reconsidérer l'adresse et la finalité de sa proposition.

## Les ateliers Clinique Pianos
Outre les performances sur scène, le Festival, en partenariat avec plusieurs institutions, offre également une série d'ateliers appelés Clinique Pianos, axés sur un projet de fabrique d'un piano expérimental congolais à partir de matériels électroniques de récupération appelés communément BILOKOS. Les ateliers Clinique Pianos ont été conçus comme un dispositif pédagogique et didactique pour répondre à une nécessité d'accompagnement de la carrière artistique des pianistes congolais. Il s'agit d'un outil de renforcement des capacités techniques, de la réflexion intellectuelle et théorique et qui apporte un aperçu de l'écosystème musical mondial. Les jeunes pianistes congolais auront ainsi aussi l'opportunité unique d'apprendre des techniques de jeu et de se perfectionner sous la tutelle des professionnels programmés pendant la semaine de concerts, à travers plusieurs master classes. Des ateliers de musique et des conférences seront également proposés pour promouvoir l'éducation musicale et encourager les échanges culturels.

## Les Résidences d’Artistes
Depuis sa création, le Festival Pianos de Kinshasa a mis en place un temps de recherche et de création pour les pianistes invités à Kinshasa. Ce temps donne l'opportunité aux pianistes d'appréhender l'espace de Kinshasa dans sa complexité et de contextualiser leurs propositions artistiques dans ce cadre kinois. Par ailleurs, le programme d'artistes en résidence permet aux artistes invités de développer des collaborations avec des artistes locaux et vice versa.